# Estilo turcomano
El estilo turcomano es un estilo de pintura en miniatura persa que surgió a finales del siglo XV. El estudioso del arte británico Basil William Robinson acuñó el término en la década de 1950 para diferenciar este estilo de un estilo más pulido creado en las cortes de los gobernantes timúridas y turcomanos. Se le dio el nombre de "turcomano" porque las tribus Kara Koyunlu y Ak Koyunlu, conocidas como turcomanos, gobernaron el oeste de Irán en la segunda mitad del siglo XV, donde se centró el estilo turcomano.

## Otras lecturas
- Brend, Barbara (2013). Perspectives on Persian Painting: Illustrations to Amir Khusrau's Khamsah. Routledge. ISBN 978-1-136-85411-8.
- Melville, Charles; van den Berg, Gabrielle (2017). Shahnama Studies III: The Reception of the Shahnama. Brill Publishers. ISBN 9789004356252.
- Robinson, Basil William (1979). «The Turkman School of 1503».  En Gray, Basil, ed. The Arts of the book in Central Asia, 14th-16th centuries. UNESCO. pp. 215-247. ISBN 978-0906026021.

- Datos: Q124260537
- Multimedia: Turkman style / Q124260537